# Otto Fräßdorf
Otto Fräßdorf (ur. 3 lutego 1942 w Magdeburgu) – niemiecki piłkarz występujący na pozycji obrońcy. Reprezentant NRD. Trener piłkarski.

## Kariera klubowa
Fräßdorf treningi rozpoczął w zespole TuS Neustadt. W 1959 roku przeszedł do Motoru Nord Magdeburg, a w 1961 roku został zawodnikiem klubu Vorwärts Berlin. W pierwszej lidze NRD zadebiutował 12 listopada 1961 w zremisowanym 1:1 meczu z BSG Rotation Leipzig. 4 marca 1962 w zremisowanym 1:1 spotkaniu z SC Wismut Karl-Marx-Stadt strzelił pierwszego gola w lidze. Wraz z Vorwärts cztery razy zdobył mistrzostwo NRD (1962, 1965, 1966, 1969), a także raz Puchar NRD (1970). W 1971 roku zakończył karierę.

## Kariera reprezentacyjna
W reprezentacji NRD Fräßdorf zadebiutował 4 kwietnia 1963 w zremisowanym 1:1 towarzyskim meczu z Bułgarią. 17 grudnia 1963 w wygranym 5:1 towarzyskim pojedynku z Birmą strzelił pierwszego gola w kadrze. W 1964 roku był członkiem reprezentacji, która zdobyła brązowy medal na letnich igrzyskach olimpijskich.
W latach 1963–1970 w drużynie narodowej rozegrał 33 spotkania i zdobył 4 bramki.